# Abuse (游戏)
《Abuse》是由Crack dot Com开发，Origin Systems、Electronic Arts在1996年发行的跑動射擊遊戲。大约2年之后，游戏代码开放，不过现在又在iphone软件商店销售。

## 玩法
Abuse可以说是个卷轴平台动作游戏。当时Abuse有着标志性的操作方式：主角Nick的动作用键盘控制，鼠标瞄准。
网络游戏使用IPX/SPX，原本支持TCP/IP可还是没出现在零售版本中。

## 发行方式和后来的开发
Abuse最初为共享软件。Abuse的共享软件版本支持MS-DOS和Linux。Abuse现在正在很多GNU／Linux发行版中传播。
Abuse由Crack dot Com的Oliver Yu移植到Mac OS，由Bungie Studios发行。这次移植反常规的大规模修改代码，使得分辨率也上升了。也被移植到iPhone／iPod Touch软件商店，售价$0.99。
两年后，Crack dot Com决定释放游戏源代码，除了音效之外的其他数据则进入公有領域。除了让GNU/Linux利用TCP/IP外，代码没有显著变化。一个SDL移植版本可用，支持Microsoft Windows，原生的X11，以及新的Mac OS——OS X.

## 链接
- 莫比游戏上的《Abuse》（英文）
- Free Abuse (fRaBs)(link not working)（页面存档备份，存于） - package of PD Abuse data.
- Abuse32 (windows port by Jeremy Scott)（页面存档备份，存于）
- Abuse.PlasmaFire.org（页面存档备份，存于） - an Abuse archive site with game music recordings and a mirror of fRaBs v2.1
- Abuse for Mac OS X (link not working) Internet Archive backup
- Internet Archive Capture of the Abuse 3 official news page
- Internet Archive Capture of JAS's Abuse 3 progress log